# Norfenefrine
Norfenefrine (INN; còn được gọi là -octopamine meta, 3 octopamine, và 3, β-dihydroxyphenethylamine) là một adrenergic đại lý sử dụng như một thuốc giao cảm được đưa ra thị trường trong châu Âu, Nhật Bản, và México. Cùng với đồng phân cấu trúc p -octopamine và tyramines, norfenefrine là một amin tự nhiên, nội sinh và đóng vai trò như một chất dẫn truyền thần kinh nhỏ trong não.
Một số tên thương hiệu cho nó bao gồm Coritat, Energona, Hypolind và Novadral.